# Cal Maleter
Cal Maleter és un monument protegit com a bé cultural d'interès local del municipi de Figuerola del Camp (Alt Camp).

## Descripció
És un edifici de planta lleugerament corbada situat en un desnivell que condiciona la seva estructura. Hi ha una primera planta, amb porta d'accés, damunt de la qual hi ha un nivell que correspon a la planta baixa. En aquesta hi ha practicades tres obertures, dues d'accés i un balcó, a més d'una petita finestra oberta posteriorment. El primer pis presenta dos balcons amb voladís (restaurat) i barana de ferro. Les obertures són rectangulars i tenen a la llinda una motllura sinuosa amb motius de ceràmica. A ambdós costats dels balcons hi ha dues obertures rectangulars obertes posteriorment i, damunt, dues finestres rectangulars amb petits motius ceràmics de decoració. El coronament de l'edifici és un voladís format per teules. L'obra és arrebossada i pintada de color groc imitant carreus.

## Història
Tot i que l'actual estat de l'edifici apareix sota la influència de la decoració modernista, la seva estructura arquitectònica originària és molt anterior. La data de l'any 1916 que apareix en la façana fa referència a la remodelació que en aquesta data es va fer. El nom popular de "Cal Maleter" amb el qual es coneix la casa fa referència a la petita indústria domèstica de producció de maletes de vímet a què els seus propietaris es dedicaren.
A finals dels vuitanta del segle XX es produïren algunes modificacions a la façana.